# Шевчук Василь Федорович
Васи́ль Фе́дорович Шевчу́к (26 серпня 1936, Теліжинці — 18 квітня 2018) — український майстер з художньої обробки дерева; член Спілки радянських художників України з 1971 року. Заслужений художник України з 2008 року.

## Біографія
Народився 26 серпня 1936 року в селі Теліжинцях (нині Білоцерківський район Київської області, Україна). Упродовж 1960—1965 років навчався у Косівському училищі прикладного мистецтва, був учнем Миколи Федірка, Володимира Гуза, Ю. Касіянченка. Вступив у ряди КПРС. З 1965 року — у Чернівцях. У 1972—1978 роках навчався на художньо-графічному факультеті Одеського педагогічного інституту.
Мешкав у Чернівцях у будинку на вулиці Назарія Яремчука № 25, квартира № 1. Помер 18 квітня 2018 року. Похований на Руському кладовищі Чернівців.

## Творчість
Працював у галузі декоративного мистецтва (художня обробка дерева). Серед робіт:
- плакетки «Бокораші», «Трембітарі» (1966);
- панно «Три покоління» (1967);
- декоративний круг «Аркан» (1968);

декоративні пласти
- «Довбуш» (1998);
- «Святий Андрій Первозваний» (1998);

тарелі
- «Цвіте Радянська Буковина» (1970);
- «Українські писанки» (1998);
- «Дерево життя» (1998).

Брав участь у всеукраїнських виставках з 1964 року, зарубіжних — з 1967 року. Персональні виставки відбулися у Чернівцях у 1967, 1970, 1997 роках.
Твори збережені в Чернівецькому художньому музеї та інших музеях України.